# François-Noé Bauthéac de Grandval
François Bauthéac de Grandval, né à Montélimar le 26 avril 1747 et mort à Montélimar le 9 fructidor an III (26 août 1795), est un avocat et homme politique français. Premier maire "révolutionnaire" de Montélimar, il est un archétype de ces membres de la société d'Ancien Régime ayant tenté — souvent de bonne foi — de composer avec la nouvelle donne issue d'une révolution dont, en fin de compte, ils devinrent les victimes.

## Biographie
Issu, comme son prédécesseur Jean-Louis Cheynet, d'une famille de la haute bourgeoisie de Montélimar originaire du Vivarais, il était fils de François Bauthéac, avocat en la sénéchaussée de Montélimar, seigneur de Grandval, paroisse de Saint-Bauzile (Ardèche) et de Justine Bayle. D'après le baron de Coston, sa famille était établie à Saint-Bauzile "depuis une époque très ancienne". Elle avait "pour premier auteur connu Robert Bauthéac, compris dans un acte de reconnaissance passé en faveur d'Aymar de Poitiers, comte de Valentinois, rédigé en 1351 par Pierre de Chabrières, notaire à Valence".
Émancipé par son père en 1769, François Bauthéac de Grandval épousa la même année "Anne-Rose-Etiennette, fille de feus Jacques Durand de Surmont, capitaine dans les troupes de la Guadeloupe, et de Marie-Louise Gilbert". Il en eut deux enfants, Justine-Rose-Clotilde et Marie-Paule-Sophie ; cette dernière mariée avec François-Auguste Ruelle ou de Ruelle, filateur à Aubenas".

## Administration municipale
Docteur en droit de l'université de Valence, François Bauthéac de Grandval, avocat à Montélimar, fut d'abord consul de la ville avant d'en être élu maire, le 31 janvier 1790. Il commença "par refuser cette haute fonction en raison de sa "mauvaise vue", puis finit par l'accepter".
Au sein de la population montilienne, seuls 932 citoyens "actifs" (ceux dont l'impôt correspondait à au moins trois journées de travail, soit 3 livres, 15 sols) étaient des acteurs politiques potentiels mais ne prirent effectivement part au vote que 345 citoyens. La participation démocratique fut donc faible. Par ailleurs, cette élection ne marqua pas de réelle rupture sociale au sein de la municipalité : "Les négociants, mouliniers, artisans, avocats et notaires, de 21 sur 27 en 1788/1789, se retrouv[èrent] 23 sur 28 en 1790, c'est-à-dire à peu près dans la même proportion, avec une confortable majorité dans la nouvelle municipalité comme dans l'ancienne ; cette continuité apparemment sans secousses s'affirme aussi par la présence de 9 notables de l'équipe d'Ancien Régime dans le nouveau conseil municipal : 30 % du Conseil de 1788/1789" fut "ainsi "reconduit" par voie élective".
Cette élection, souligne ailleurs Michel Seyve, s'inscrivit néanmoins dans une certaine rupture du fait de "l'arrivée de notables davantage liés à la petite et moyenne production et aux échanges" au sein du Conseil", entraînant une véritable "municipalisation" du pouvoir de cette ville de 6 000 habitants qu'était alors Montélimar. Dans ce mouvement, le rôle de Bauthéac de Grandval, philosophe lettré, imbu des théories de Rousseau et de celles des Encyclopédistes, paraît avoir été majeur.
À quatre reprises durant l'année 1790, le Conseil municipal s'en prit ainsi aux prérogatives du prince de Monaco, seigneur héréditaire de Montélimar depuis 1642. Le 2 mars, par exemple, il saisit le bureau des finances de Grenoble pour contester la perception "du droit de péage en cette ville" par le Prince. Cette opposition prit fin le 13 juin, à la faveur d'une délibération enjoignant au préposé de l'octroi du prince "d'enlever dans le délay de vingt-quatre heures les pancartes et tarifs affichés sur la porte de son bureau concernant les droits de péage qui se percevaient en cette ville et de se conformer quant à ce au décret de l'Assemblée Nationale du quinze mars dernier sanctionné par le Roy".
Le 14 juillet 1790, ce fut Bauthéac de Grandval qui organisa la première fête commémorant la prise de la Bastille à Montélimar. Dès le lendemain, il relata cette fête de la fédération montilienne aux deux députés montiliens à l'Assemblée nationale, De Marsanne et Cheynet, en une lettre où les accents patriotiques dénotent une certaine quête d'unanimité sociale : "Nous avions élevé un autel au milieu d'un champ, qui dès ce moment reçut le nom de Champ de Mars [...]. Tous les cœurs furent attendris et émus par cette cérémonie auguste et touchante ; des cris répétés de Vive la Nation, Vive le Roi, Vive la Municipalité ; le régiment des Soisonnois, la Garde Nationale manifestèrent de la manière la plus satisfaisante les sentiments de confiance, d'union et de fraternité que produit l'heureuse harmonie qui règne parmi nos concitoyens". Cependant, l'historien Paul Messié souligne que "les notables et leurs épouses, qui ne poussaient pas le désir d'égalité jusqu'à se mêler aux danses bruyantes du menu peuple, improvisèrent un bal plus distingué dans les salons du Maire, en sa belle demeure de la rue Sainte-Croix"...
Dans la Drôme, la mise en place des nouvelles institutions résultant de l'abolition des parlements et autres juridictions intervint à la fin de 1790. À Montélimar, c'est au maire Bauthéac de Grandval que revint la responsabilité de présider à l'installation des juges du district qui venaient d'être élus : le député Cheynet, absent puisqu'alors à Paris, nouveau président, Forquet, Aymé père et Salamon, juges. À cette occasion, Bauthéac de Grandval prononça un discours faisant l'éloge des nouveaux magistrats et très critique à l'égard de l'organisation judiciaire précédente, devenue, selon lui, "une affaire de spéculations et de ressources pécuniaires : le nombre des tribunaux égalait presque celui des procès ; en les propageant à l'excès, on avait embarrassé la marche de la justice et multiplié les codes. Les justiciables étaient sans cesse exposés à s'engager dans le dédale périlleux de la compétence ; de là naissaient en foule ces conflits scandaleux entre les tribunaux, espèce de guerre dont l'unique intérêt était l'ambition et la rivalité des corps de justice, ayant pour résultat les profits des gens d'affaires et la ruine des parties...".
Au cours du reste de son mandat, Bauthéac de Grandval fut néanmoins confronté à des nécessités plus rudes, dont celle d'augmenter les impôts, ajoutant ainsi, en 1791, 1/12e à ceux de l'année précédente. Par ailleurs, il fut très souvent contesté : "les républicains convaincus et plus violents, comme le député Joseph Boisset, trouvent l'attitude de leur maire trop modérée et le disent" note Marylène Marcel-Ponthier.
Aussi, lors des élections du 13 novembre 1791, cet homme doux, mais perpétuellement inquiet, eut-il la satisfaction de se voir délivré de ses fonctions municipales : "Dimanche prochain, on doit me donner un successeur et me délivrer du plus lourd fardeau qu'il soit possible de porter — avait-il écrit deux jours auparavant —. C'est un moment que je désire avec une vive impatience [...]. Les emplois supérieurs donnent bien des désagréments et leurs titulaires ne jouissent plus de cette considération qui environnait autrefois leurs places. Je me suis enfin secoué de la mienne, et me suis allégé d'un fardeau immense".
Néanmoins, considéré comme ayant été trop sensible et trop utopiste au cours de son mandat, il fut emprisonné durant l'épisode de la Terreur, le 9 octobre 1793. Libéré au début du mois de janvier 1794, il fut à nouveau enfermé le 18 avril 1794, et ce jusqu'au 30 décembre 1794. Il rentra chez lui "épuisé, en très mauvaise santé" et mourut quelques mois plus tard, le 26 août 1795.